# Georgi Gospodinov
Georgi Gospodinov Georgiev (bulgariska: Георги Господинов Георгиев), född 7 januari 1968 i Jambol, är en bulgarisk författare, poet, och dramatiker. Hans bok Tidstillflykt, som var den första bulgariska roman att översättas till svenska på 47 år, tilldelades International Booker Prize 2023.

## Verk översatta till svenska
- 2024 –  Tidstillflykt. (Originaltitel: Времеубежище) Översättning: Hanna Sandborgh. Ersatz. ISBN 9789188913883